# Getaway (Into My Imagination)
Getaway (Into My Imagination) – debiutancki album polskiej piosenkarki Viki Gabor, wydany 4 września 2020 nakładem wytwórni Universal Music Polska.
W standardowej wersji albumu pojawiło się 10 utworów, natomiast wydanie deluxe rozszerzono o dwa dodatkowe utwory: „Spotlight” i „That's What She Said”.
Płyta w pierwszym tygodniu sprzedaży uplasowała się na szóstym miejscu oficjalnej listy sprzedaży (OLiS). Dwa miesiące po premierze uzyskała certyfikat złotej za sprzedaż w Polsce ponad 15 tys. sztuk.

## Lista utworów

### Edycja standardowa
| LP | Tytuł                        | Muzyka i słowa                                                                                   | Czas |
| -- | ---------------------------- | ------------------------------------------------------------------------------------------------ | ---- |
| 1  | „Getaway”                    | Amber Van Day, Fridolin Walcher, Jonas Becker, Marli Harwood, Timofei Crudu, Tim Crudu, DJ Katch | 3:05 |
| 2  | „Forever and a Night”        | Ida Botten, Lawrie Martin, Cutfather, Jeppe Pilgaard                                             | 3:12 |
| 3  | „Not Gonna Get It”           | Dominic Buczkowski-Wojtaszek, Patryk Kumór, Niamh Murphy                                         | 3:16 |
| 4  | „Afera”                      | Dominic Buczkowski-Wojtaszek, Patryk Kumór, Małgorzata Uściłowska, Reece Pullinger               | 2:55 |
| 5  | „Flames”                     | Dominic Buczkowski-Wojtaszek, Patryk Kumór, Małgorzata Uściłowska                                | 2:48 |
| 6  | „Guilty”                     | Melisa Gabor                                                                                     | 3:06 |
| 7  | „Time”                       | Dominic Buczkowski-Wojtaszek, Jan Bielecki, Amber Van Day                                        | 3:05 |
| 8  | „Superhero”                  | Dominic Buczkowski-Wojtaszek, Patryk Kumór, Małgorzata Uściłowska                                | 2:54 |
| 9  | „Still Standing”             | Melisa Gabor, Viki Gabor                                                                         | 2:34 |
| 10 | „Ramię w ramię” (oraz Kayah) | Dominic Buczkowski-Wojtaszek, Patryk Kumór, Małgorzata Uściłowska, Kayah                         | 3:20 |

### Edycja deluxe
| LP | Tytuł                  | Muzyka i słowa                                                                     | Czas |
| -- | ---------------------- | ---------------------------------------------------------------------------------- | ---- |
| 11 | „That's What She Said” | Dominic Buczkowski-Wojtaszek, Patryk Kumór, Małgorzata Uściłowska, Reece Pullinger | 2:55 |
| 12 | „Spotlight”            | Dominic Buczkowski-Wojtaszek, Patryk Kumór, Małgorzata Uściłowska, Iousra Frouja   | 2:38 |

## Certyfikaty i notowania

### Album

#### Certyfikat
| Kraj          | Certyfikat  | Sprzedaż |
| ------------- | ----------- | -------- |
| Polska (ZPAV) | złota płyta | 15 000+  |

#### Notowania
| Lista                    | Najwyższa pozycja |
| ------------------------ | ----------------- |
| Polska (OLIS) Tygodniowe | 6                 |

### Single
| Tytuł                      | Certyfikat                 | Sprzedaż       | Data       |
| -------------------------- | -------------------------- | -------------- | ---------- |
| „Superhero”                | - ZPAV: 2× platynowa płyta | - POL: 40 000+ | 06.02.2020 |
| „Ramię w ramię” oraz Kayah | - ZPAV: 2× platynowa płyta | - POL: 40 000+ | 03.09.2020 |
| „Getaway”                  | - ZPAV: złota płyta        | - POL: 10 000+ | 03.09.2020 |